# Sola HK
Sola HK er en norsk håndboldklub, hjemmehørende i Sola i Rogaland, der blev grundlagt i 1934. Klubbens ligadamehold har op til flere gange været i den norske Eliteserien.
Klubbens ligahold trænes af Steffen Stegavik og assisteres af Ole André Lerang.
Hjemmbanen er i Åsenhallen, med en kapacitet på 1.200 tilskuere. Rekorden blev sat den 6. november 1996, med 1.200 tilskuere mod Bækkelagets SK.

## Spillertruppen 2022-23
| Målvogtere - 01 Ine Skartveit Bergsvik - 16 Amalie Frøland - 30 Rinka Duijndam Fløjspillere RW - 15 Maja Magnussen - 18 Lea Sigtrudur Nilsen LW - 03 Guro Berland Husebø - 44 Guri Fjellstad Nikolaisen - 77 Camilla Herrem (c) Stregspiller - 08 Martine Wolff - 09 Kaja Horst Haugseng - 10 Vilde Ueland - 49 Hege Holgersen Danielsen | Bagspillere LB - 07 Augunn Gudmestad - 10 Lene Kristiansen Tveiten - 25 Merlinda Qorraj CB - 11 Frøydis Seierstad Wiik - 17 Kristiane Knutsen - 20 Live Rushfeldt Deila RB - 22 Kristina Novak - 24 Martha Barka |

| Tilgange | Afgange |

| Håndbold | Spire Denne artikel om en håndboldklubber er en spire som bør udbygges. Du er velkommen til at hjælpe Wikipedia ved at udvide den. | Biografi |